# Martine Plantin
Martine Plantin ou Martina Plantin (1550-1616) est une directrice d'imprimerie.

## Biographie
Martine Plantin est la deuxième fille de Christophe Plantin, l’épouse de Jan Moretus, et la mère de Balthasar Moretus et Jan II Moretus.
À dix-sept ans, elle tient la boutique de dentelle de ses parents.
Elle épouse le 4 juin 1570 Jan Moretus. Ils ont douze enfants.
Elle gère l'imprimerie Plantin à Anvers après la mort de son mari et en est la directrice de 1610 à 1614, lorsqu'elle cède la direction de la typographie à ses deux fils. Son nom figure sur l'adresse des livres jusqu'au début de 1616.